# Liste des étangs de l'île Saint-Martin
Liste des étangs de la partie française de l’île de Saint-Martin, aux Antilles.
Tous les étangs naturels de l'île sont des étangs littoraux d'eau saumâtre qui ont été formés après la dernière transgression marine par des tombolos (cordon d'accumulation de sable fossilisé ou non).
Quand ils sont aussi l'estuaire d'une ravine ils servent de bassin de décantation des eaux de ruissellement chargées en alluvions. Ils limitent ainsi la mort du corail sous-marin proche qui survit mal quand il est recouvert par un dépôt de sédiments.
Certains sont ouverts à la mer en permanence, d'autres uniquement lors de fortes marées ou très grosses pluies. En tous cas ils abritent toute une faune marine qui font les délices de nombreuses espèces d'oiseaux, ceci d'autant plus si une mangrove s'y développe. Ces mangroves écologiquement remarquables servent de nurseries à plusieurs espèces de poissons coralliens. Donc les étangs sont le maillon nécessaire à la chaîne alimentaire naturelle du littoral.
C'est pour cette raison que plusieurs de ces étangs sont légalement protégés par le règlement de la réserve naturelle marine (RNMN) de Saint-Martin, ou par celui du Conservatoire de l'espace littoral et des rivages lacustres qui en est devenu le propriétaire.

## Étangs naturels

### Liste par zones géographiques[7]

#### Quartier desTerres-Basses
- Grand Étang de Simsonbay (illégalement remblayé en de nombreux endroits soit par accaparement soit pour urbanisation). (Non protégé)
- Grand Étang des Terres-Basses, derrière la plage de Baie Longue (fut un peu comblé en partie Ouest pour urbanisation). Préservé par le Conservatoire du littoral.
- Étang Rouge, ou Red pond, derrière la plage de Baie Rouge. Préservé par le Conservatoire du littoral.
- Étang de l'Anse aux Accajoux, sous le Morne Rouge côté du Grand étang. Totalement creusé en marina privatisée (détruit).
- Étang de la Baie aux Cayes, à proximité de la presqu'île de la Pointe du Bluff. Préservé par le Conservatoire du littoral.

#### Quartier deMarigot
- Grand Étang de Simsonbay
- Étang du morne Nettlé, à Sandy-Ground (non protégé).
- Étang de Galisbay, derrière la grève de la Baie de la Potence (a été presque totalement comblé pour accaparement). Non protégé, quasiment détruit.

#### Quartier deRambaud - Anse des Pères
- Étang de l'ancienne embouchure de la ravine de Colombier, à l'Anse des pères (non protégé).
- Étang de l'embouchure de la ravine de Colombier, à l'Anse des pères  (non protégé).

#### Quartier deGrand-Case
- Étang Guichard, derrière la plage de Friar's bay (un peu remblayé vers la Savane). Préservé par le Conservatoire du littoral.
- Étang de l'Anse Heureuse (ou Happy bay), derrière la plage. Préservé par le Conservatoire du littoral.
- Étang de Grand-Case (Cimetière), (remblayé à moitié pour urbanisation). Préservé par le Conservatoire du littoral.
- Étang de Grand-Case (Millrum), anciennes salines (remblayé par endroits pour urbanisation ou illégalement pour accaparement). Préservé par le Conservatoire du littoral.
- Étang de Grand-Case (Aéroport), anciennes salines (remblayé en partie pour urbanisation et pour l'aéroport). Préservé par le Conservatoire du littoral[8].

#### Quartier de l'Anse-Marcel
- Étang Ouest de L'Anse Marcel. Préservé par le Conservatoire du littoral.
- Étang Est de L'Anse Marcel (transformé en Marina).
- Étang de Duck-Beach, derrière la plage du mont Bell Hill. Préservé par le Conservatoire du littoral.
- Étang de la Pointe-des-Froussards (fait partie de la réserve naturelle marine).
- Mare de la plage de la Baie de Petites-Cayes (fait partie de la réserve naturelle marine)

#### Quartier deCul-de-Sac
- Étang de Cul-de-Sac de la Barrière (à moitié comblé, il reste de la mangrove). Préservé par le Conservatoire du littoral.

#### Quartier de laBaie-Orientale
- Étang Chevrise, derrière la partie nord de plage de la Baie Orientale, anciennement nommé étang de Bretagne. Préservé par le Conservatoire du littoral.

#### Quartier-d'Orléans
- Étang des Salines d'Orient, derrière la plage du Galion (fait partie de la réserve naturelle marine).
- Étang aux poissons, avec sa mangrove (fait partie de la réserve naturelle marine).
- Étang de la baie Lucas, à côté du Coralita. Préservé par le Conservatoire du littoral.
- Étang aux Huîtres (à partir de 1985 sa mangrove périphérique a été détruite par l'urbanisation, il a été transformé en marina).

### Liste par surfaces (décroissantes)
1. Grand Étang de Simsonbay
2. Étang aux poissons
3. Étang des Salines d'Orient
4. Étang de Grand-Case (Aéroport)
5. Grand Étang des Terres-Basses
6. Étang de Grand-Case (Millrum)
7. Étang Guichard
8. Étang Chevrise
9. Étang de Cul-de-Sac de la Barrière
10. Étang aux huîtres
11. Étang de Galisbay
12. Étang Rouge
13. Étang de Grand-Case
14. Étang de la Baie aux Cayes
15. Étang Ouest de L'Anse Marcel
16. Étang Est de L'Anse Marcel
17. Étang de la Pointe-des-Froussards
18. Étang de l'Anse Heureuse
19. Étang de l'embouchure de la ravine de Colombie
20. Étang de l'ancienne embouchure de la ravine de Colombier
21. Étang de la baie Lucas
22. Étang de Duck-Beach
23. Étang du morne Nettlé
24. Étang de l'Anse aux Accajoux
25. Mare de la plage de la Baie de Petites-Cayes

## Étangs artificiels
- Étang d'Hope Estate I, derrière le barrage de la carrière.
- Étang d'Hope Estate II, derrière le barrage amont.

### Sources
- Page concernée du site internet du Conservatoire du littoral.